# 天主教古盧總教區
天主教古盧總教區（拉丁語：Archidioecesis Guluensis）是烏干達一個羅馬天主教教省總教區，下轄三個教區。

## 歷史
1923年6月12日設赤道尼羅河宗座監牧區，1934年12月10日升為代牧區。1950年12月1日易名為古盧代牧區。1953年3月25日升為教區，1966年8月5日升為總教區。

## 現況
包括北部區七區。2006年有教友655,281人（佔轄區總人口57.2%）、廿三個堂區、五十三位司鐸。現任總教區總主教為若翰·奧達馬。